# Szelevényi Tó-köz
Szelevényi Tó-köz este o arie protejată (arie specială de conservare — SAC, sit de importanță comunitară — SCI) din Ungaria întinsă pe o suprafață de 166,04 ha, integral pe uscat.

## Localizare
Centrul sitului Szelevényi Tó-köz este situat la coordonatele 46°49′11″N 20°13′36″E / 46.819722°N 20.226667°E.

## Înființare
Situl Szelevényi Tó-köz a fost declarat sit de importanță comunitară în mai 2004 pentru a proteja 3 specii de animale. Situl a fost protejat și ca arie specială de conservare în februarie 2010.

## Biodiversitate
Situată în ecoregiunea panonică, aria protejată conține 3 habitate naturale: Stepe și mlaștini sărate panonice, Pajiști stepice panonice pe loess, Pajiști aluvionare inundabile, de Cnidion dubii.
La baza desemnării sitului se află mai multe specii protejate:
- amfibieni (2): buhai de baltă cu burta roșie (Bombina bombina), triton cu creastă dobrogean (Triturus dobrogicus)
- reptile (1): țestoasa de baltă (Emys orbicularis)